# 김성원 (배우)
김성원(金聖源, 1936년 1월 2일~2022년 8월 8일)은 대한민국의 배우, 성우, 연극배우이다.
평양에서 태어나 어린 시절을 원주시에서 보냈고 원주농고, 서라벌예술초급대학을 졸업한 그는 1954년 연극 배우로 데뷔하였다. 1956년 CBS 공채 2기 성우로 정식 데뷔해 '다이알 Y를 돌려라' 등 라디오 드라마에 출연하였고 1970년 30대 중반부터 50년 이상 당뇨병을 앓으며 걷기 운동, 식단 관리 등을 통해 꾸준히 건강 관리를 해왔으나, 2022년 초 방광암 말기 판정을 받고 투병하다가 8월 8일에 향년 87세를 일기로 숨을 거두었다.

## 학력
- 원주초등학교 졸업
- 원주농업고등학교 졸업
- 서라벌예술초급대학 졸업

## 출연작

### 영화
- 2013년 완전 소중한 사랑(퀵 배달원 역)
- 2011년 서유기 리턴즈(의사 역)
- 2007년 브라보 마이 라이프(사장 역)
- 2007년 식객(최종 결선 해설자 역)
- 1995년 여자 일기 The Diary Of A Woman
- 1995년 무궁화 꽃이 피었습니다(현 대통령 역)
- 1993년 공포의 덩크슛
- 1993년 연인들의 멜로디
- 1992년 장군의 아들 3
- 1992년 불행한 아이의 행복
- 1992년 서울의 달빛
- 1991년 잃어버린 너(충식 부 역)
- 1991년 별이 빛나는 밤에(정 사장 역)
- 1990년 어느 모델의 사랑
- 1989년 강남 꽃순이
- 1989년 여인파티
- 1988년 스파크맨
- 1987년 성춘향
- 1986년 푸른 하늘 은하수
- 1985년 그것은 밤에 이뤄졌다
- 1979년 불행한 여자의 행복
- 1978년 마지막 잎새
- 1977년 소문난 고교생
- 1977년 괴짜 만세
- 1977년 너는 달 나는 해
- 1973년 교장 선생 상경기
- 1973년 논개
- 1972년 효녀 심청

### 드라마, 시트콤
- 2013년 MBN 다큐 드라마 대한민국 정치비사(진행자)
- 2012년 TV조선 창사특집 드라마 한반도(원로 1 역)
- 2011년 SBS 드라마스페셜 싸인(교장선생님 역)
- 2010년 KBS 1TV 저녁 일일드라마 웃어라 동해야(조필용 역)
- 2007년 MBC 수목미니시리즈 뉴하트(강수환 역) (특별출연)
- 2005년 SBS 주간시트콤 귀엽거나 미치거나(제과회사 브레드제과 회장 역 김수미의 남편)
- 2004년 KBS 2TV 수목미니시리즈 두번째 프러포즈(김동규 역)
- 2004년 SBS 특별기획 파리의 연인(한성훈 회장 역, 한기주의 아버지, 윤수혁의 외할아버지)
- 2003년 SBS 특별기획 완전한 사랑(박 회장 역)
- 2003년 KBS 1TV 대하드라마 무인시대(한문준 역)
- 1995년 SBS 특별기획 코리아 게이트(노태우 대통령 역)
- 1995년 KBS 1TV 대하드라마 찬란한 여명(이토 히로부미)
- 1993년 MBC 특별기획드라마 제3공화국(최규하 역)
- 1990년 KBS 2TV 역사드라마 파천무(황보인 역)
- 1989년 MBC 특별기획드라마 제2공화국(조병옥 역)
- 1988년 MBC 조선왕조 500년 특별기획드라마 한중록(조선 영조 역)
- 1988년 KBS 2TV 주말연속극 순심이
- 1988년 KBS 1TV 특집드라마 따뜻한 남쪽 나라
- 1987년 KBS 1TV 일일연속극 세월
- 1985년 KBS 1TV 특집드라마 오성장군 김홍일
- 1984년 KBS 1TV 대하드라마 독립문
- 1983년 KBS 1TV 아침드라마 은하의 꿈
- 1982년 KBS 1TV 대하드라마 풍운

## 성우 출연작

### 외화 출연작
- 도망자(TBC)시리즈물 - 리차드 킴블(데이비드 제안슨)
- 공군 대전략(TBC) - 콜린 하비(크리스토퍼 플러머)
- 석양의 무법자(TBC) - 투코(엘리 웰라치)
- 빠삐용(TBC)

### 영화 더빙
- 1969년 춘원 이광수 - (이광수 역)

## 방송
- 1991년 2월 16일 KBS 1TV 설날 특집 - 복 많이 받으세요 (배우 최형선과 함께 진행)
- 1997년 KBS 1TV《TV는 사랑을 싣고》

## 광고
- 1979년 진주햄 진주 요리땡
- 1981년 일양약품 기업PR
- 1986년 일양약품 아진탈
- 1990년 신용협동조합
- 1991년 세화양산
- 1993년 일양약품 왕삼천
- 1999년 대신증권
- 2006년 노블레스타워

## 라디오 드라마·뮤지컬·기타
- 진고개 신사 - MBC 라디오 드라마, 1962
- 회전의자 - 라디오 드라마, 1965
- 햄릿 - 연극(남산 드라마센터 개관 기념), 1962
- 살짜기 옵서예 - 창작 뮤지컬, 1966
- 해상왕 장보고 - 창작 뮤지컬
- 두 번째 태양 - 창작 뮤지컬
- 여보 정선달 - TBC(현 KBS) TV 고전 해학극, 1973

## 수상 경력
- 1974년 TBC 연기대상

## 저서
- 2006년 《당뇨와 친구하라》 (김영사)